# Cyprysik

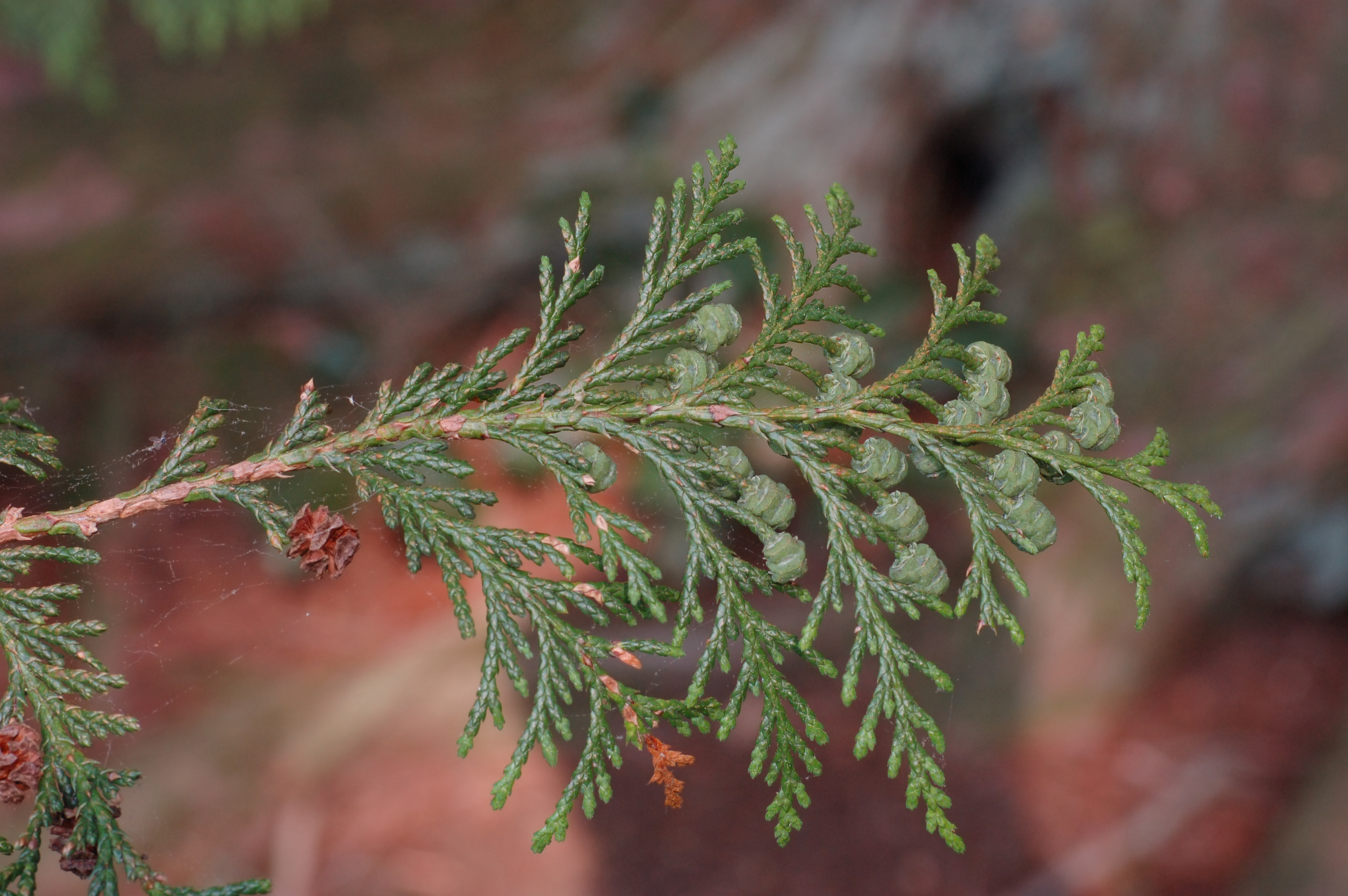
Cyprysik groszkowy

Cyprysik  (Chamaecyparis) – rodzaj roślin należący do rodziny cyprysowatych. W zależności od ujęcia systematycznego zaliczanych jest tu od 5 do 8 gatunków. Zasięg geograficzny tych roślin obejmuje Amerykę Północną oraz wschodnią Azję (Japonię i Tajwan). W naturze rosną zwykle w wilgotnym klimacie z deszczowym latem.

## Morfologia
PokrójDrzewa lub krzewy iglaste o koronie kształtu stożkowatego. pęd wierzchołkowy często jest przewisający. Kora jest cienka i gładka, łuszczy się wąskimi, podłużnymi pasmami ew. łuskami. Najmłodsze końce pędów są ułożone wachlarzykowato w jednej płaszczyźnie i spłaszczone (tylko u Ch. thyoides na przekroju mają kształt rombu).
LiścieMłodociane są igiełkowate, a dojrzałe łuskowate. Wyrastają nakrzyżlegle w 4 rzędach, na spłaszczonych pędach łuski zebrane są po 3, z których środkowa posiada gruczołek (u niektórych gatunków słabo widoczny).
KwiatyStrobile męskie są czerwone (u Ch. lawsoniana i Ch. obtusa) lub żółte. Owalne lub kuliste strobile żeńskie dojrzewają w 6-8 miesięcy od zapylenia. Zwykle są okryte nalotem woskowym, za młodu zielone lub fioletowo nabiegłe, dojrzałe brązowieją i drewnieją. Osiągają średnicę od 4 do 14 mm. Opadają zaraz po rozsypaniu nasion.
Rodzaj podobnyCyprysiki są często mylone z żywotnikami. Różnią się od nich wyraźnie odstającymi od pędu i ostro zakończonymi łuskami z białym, woskowatym wzorem na spodniej stronie liści (nie dotyczy to c. tępołuskowego) oraz bardziej kulistymi szyszkami. Ponadto wierzchołki pędu zazwyczaj zwieszają się na dół.

## Systematyka
Synonimy
Retinispora Siebold & Zucc. 
Wykaz gatunków
- Chamaecyparis formosensis Matsum. – cyprysik tajwański
- Chamaecyparis funebris (Endl.) Franco (syn. Cupressus funebris Endl.)
- Chamaecyparis lawsoniana (A. Murray) Parl. – cyprysik Lawsona
- Chamaecyparis obtusa (Siebold & Zucc.) Endl. – cyprysik tępołuskowy, c. japoński
- Chamaecyparis pisifera (Siebold & Zucc.) Endl. – cyprysik groszkowy
- Chamaecyparis thyoides (L.) Britton et al. – cyprysik żywotnikowaty

Zaliczany tutaj według "The Plant List" i innych źródeł cyprysik nutkajski (Chamaecyparis nootkatensis (D. Don) Spach) jest według innych autorów klasyfikowany jako Cupressus nootkatensis D. Don. Z kolei gatunek Fokienia hodginsii bywa włączany do cyprysików jako Chamaecyparis hodginsii (Dunn) Rushforth 2007.
Mieszańce międzyrodzajowe cyprysika Lawsona z różnym gatunkami z rodzaju cyprys Cupressus zaliczane są do rodzaju cyprysowiec ×Cupressocyparis

## Zastosowanie
Cyprysiki są uprawiane jako rośliny ozdobne, przy czym zwłaszcza gatunki japoński ei cyprysik Lawsona dostępne są w wielu zróżnicowanych odmianach. Gatunki z zachodniej części Ameryki Północnej są także ważnym źródłem drewna.